# スター・ウォーズ・プログラム“フィール・ザ・フォース”
スター・ウォーズ・プログラム“フィール・ザ・フォース”(Star Wars Program“Feel the Force”)は、2017年12月15日から2018年3月19日の間に、東京ディズニーランドで開催されたスペシャルイベントの名称。

## 概要
映画『スター・ウォーズ/最後のジェダイ』の公開(2017年12月15日)に合わせ、東京ディズニーランドのトゥモローランドで実施された、映画『スター・ウォーズ』の世界をテーマとしたプログラム。プログラム開催中は、アトラクション「スター・ツアーズ:ザ・アドベンチャーズ・コンティニュー」が、スペシャルバージョンで実施されたほか、期間限定のデコレーションやフォトロケーション、スペシャルメニューなどが登場した。スターウォーズの情報が盛り込まれた無料のリーフレット「TOMORROW」も配布された。

## アトラクションのスペシャルバージョン
アトラクション「スター・ツアーズ:ザ・アドベンチャーズ・コンティニュー」には、12月15日より『スター・ウォーズ/最後のジェダイ』のシーンが追加され、プログラム開催中は、新たに追加されたシーンと、2016年2月に追加された「スター・ウォーズ/フォースの覚醒」のシーンのみで構成された、スペシャルバージョンが実施された。
最後に惑星バトゥー（Batuu）へと到着するが、惑星バトゥーはディズニー・カリフォルニア・アドベンチャーとディズニー・ハリウッド・スタジオに2019年完成したスター・ウォーズ:ギャラクシーズ・エッジがあると設定されている惑星である。

## 体験プログラム
宇宙旅行社の「スター・ツアーズ」が、ともに働く仲間（エージェント）を募集中という設定の有料体験プログラム「スター・ツアーズ・リクルーティング」が実施された。ゲストは、問題冊子（入社試験）と回答用紙、ボールペンと宇宙旅行社「スター・ツアーズ」の会社案内が入った、1つ1080円のキットを購入して入社試験を受けることができ、試験終了後には、試験の正答率に応じて、「エキスパート・エージェント」「エージェント」「ビジター」いずれかの「スター・ツアーズ社」の社員証（カード）がもらえた。

## デコレーション/フォトロケーション
「スター・ツアーズ：ザ・アドベンチャーズ・コンティニュー」の周辺一体に、『スター・ウォーズ』の世界が体験できるデコレーションが施されたほか、「コズミック・エンカウンター」横には、ゲストがアトラクションで乗る「スタースピーダ―1000」と砂漠の惑星「ジャック―」のフォトロケーションが設置された。

## スペシャルメニュー
「パン・ギャラクティック・ピザ・ポート」で、ダース・ベイダーやストーム・トルーパーなどをモチーフにしたメニューなどが販売された。

## パーク外
ディズニーリゾートラインでは、『スター・ウォーズ/最後のジェダイ』デザインのフリーきっぷ2種（ダークサイド、ライトサイド）が販売された。